# My Dinner with Hervé
My Dinner with Hervé è un film per la televisione del 2018 scritto e diretto da Sacha Gervasi.
Ispirato a fatti realmente accaduti, il film racconta gli ultimi giorni di vita dell'attore affetto da nanismo Hervé Villechaize, celebre per il ruolo di Tattoo nella serie televisiva Fantasilandia, e della sua amicizia con il giornalista Danny Tate. Villechaize e Tate sono interpretati rispettivamente da Peter Dinklage e Jamie Dornan, mentre Andy García interpreta l'attore messicano Ricardo Montalbán.

## Distribuzione
La pellicola è stata trasmessa sul canale via cavo HBO il 20 ottobre 2018.